# Levý vaz trojúhelníkový
Levý vaz trojúhelníkový, latinsky ligamentum triangulare sinistrum, je štíhlý trojúhelníkový vaz, který připojuje levý jaterní lalok k bránici. Je tvořený volným koncem levého věncového vazu (lig. coronarium sinistrum) v místě, kde se spojují jeho dva listy ohraničující zadní brániční plochu jater, která není pokrytá pobřišnicí (area nuda). Jedná se o duplikaturu pobřišnice tvořenou jejím přechodem z nástěnné pobřišnice a serózní povlak samotných jater.
Levý trojúhelníkový vaz tvoří na levém horním okraji levého jaterním laloku cípovitý výběžek z vaziva, zvaný appendix fibrosa hepatis, neboli jaterní přívěsek.
Společně s ostatními vazy odstupujícími z jater tvoří tzv. mezohepaticum, závěsný aparát jater v břišní dutině.

## Levý vaz trojúhelníkový u zvířat
Podobně jako u člověka je pravý vaz trojúhelníkový vytvořen i u domácích savců, není ale protažený v appendix fibrosa. U psa a kočky spojuje játra s bránicí, u skotu jsou redukovaný a připojuje k bránici jen jejich levý zadní okraj. U koně je levý vaz trojúhelníkový mohutně vyvinutý a dlouhý, připojuje celý zadní okraj jater nalevo od místa otisku jícnu k centrum tendineum bránice. U koně jsou trojúhelníkové vazy, levý i pravý, tou nejdůležitější strukturou, která drží játra v pozici.
U ptáků na levé straně trojúhelníkový vaz odstupuje od levého jaterního laloku na okraji jeho viscerální plochy, probíhá do strany mezi zádovou a břišní polovinou dutiny tělní, spojuje se se stěnou zadních hrudních vzdušných vaků a v místě styku zadního hrudního a břišního vzdušného vaku přirůstá k tělní stěně.

## Galerie

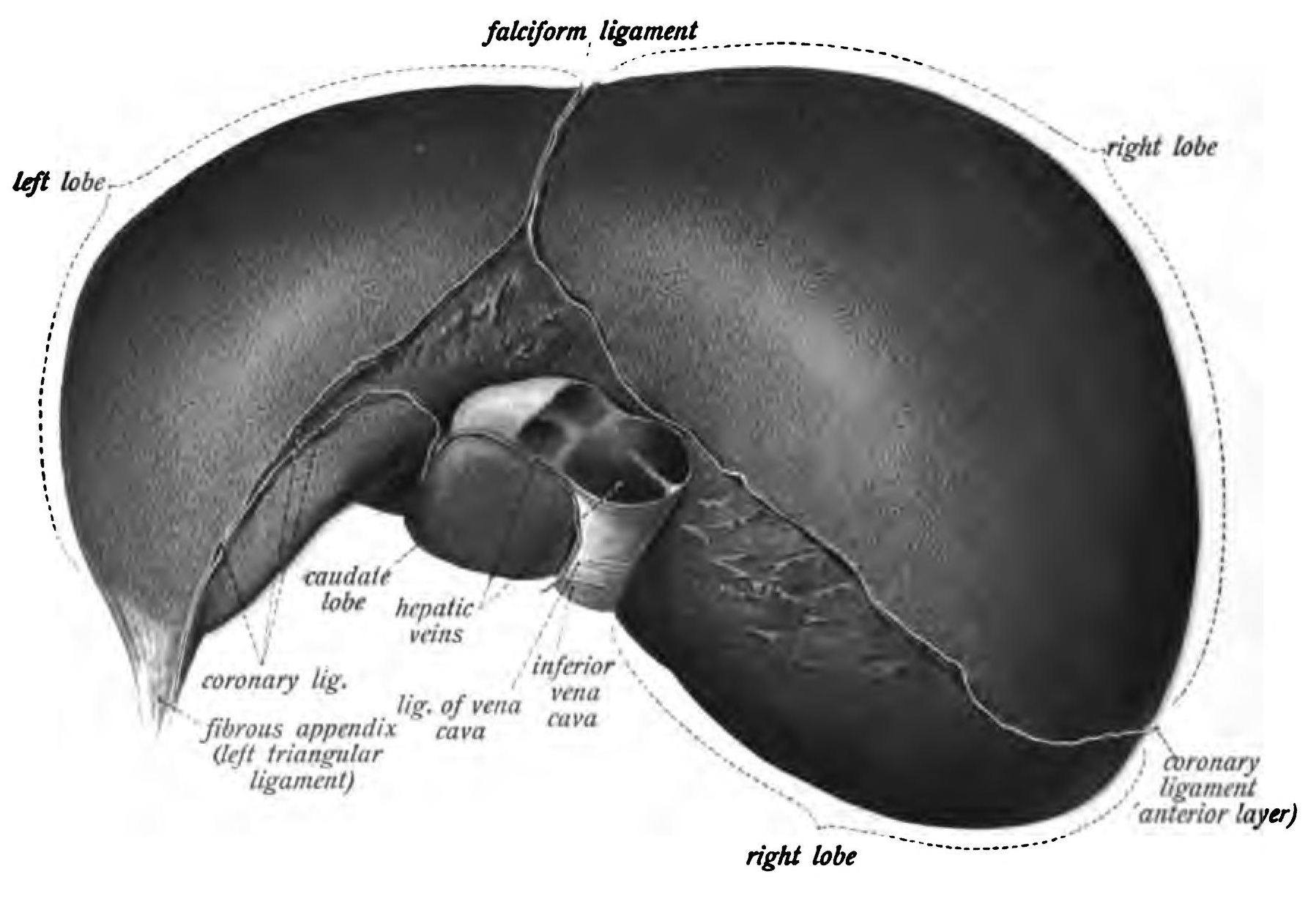
Brániční plocha jater s vyznačeným appendix fibrosa hepatis ("fibrous appendix")
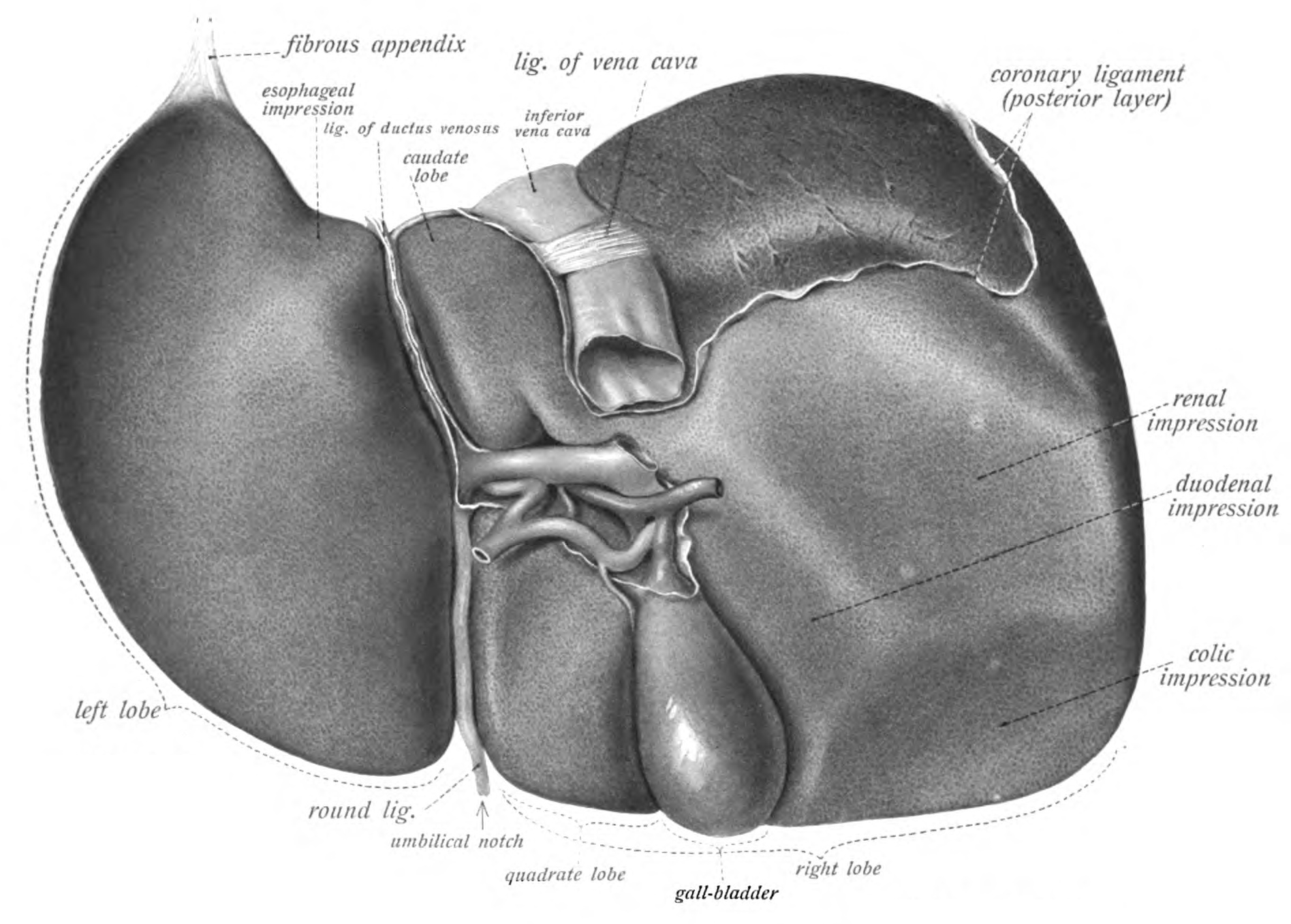
Viscerální plocha jater, opět s patrným a označeným appendix fibrosa hepatis na okraji levého laloku nahoře
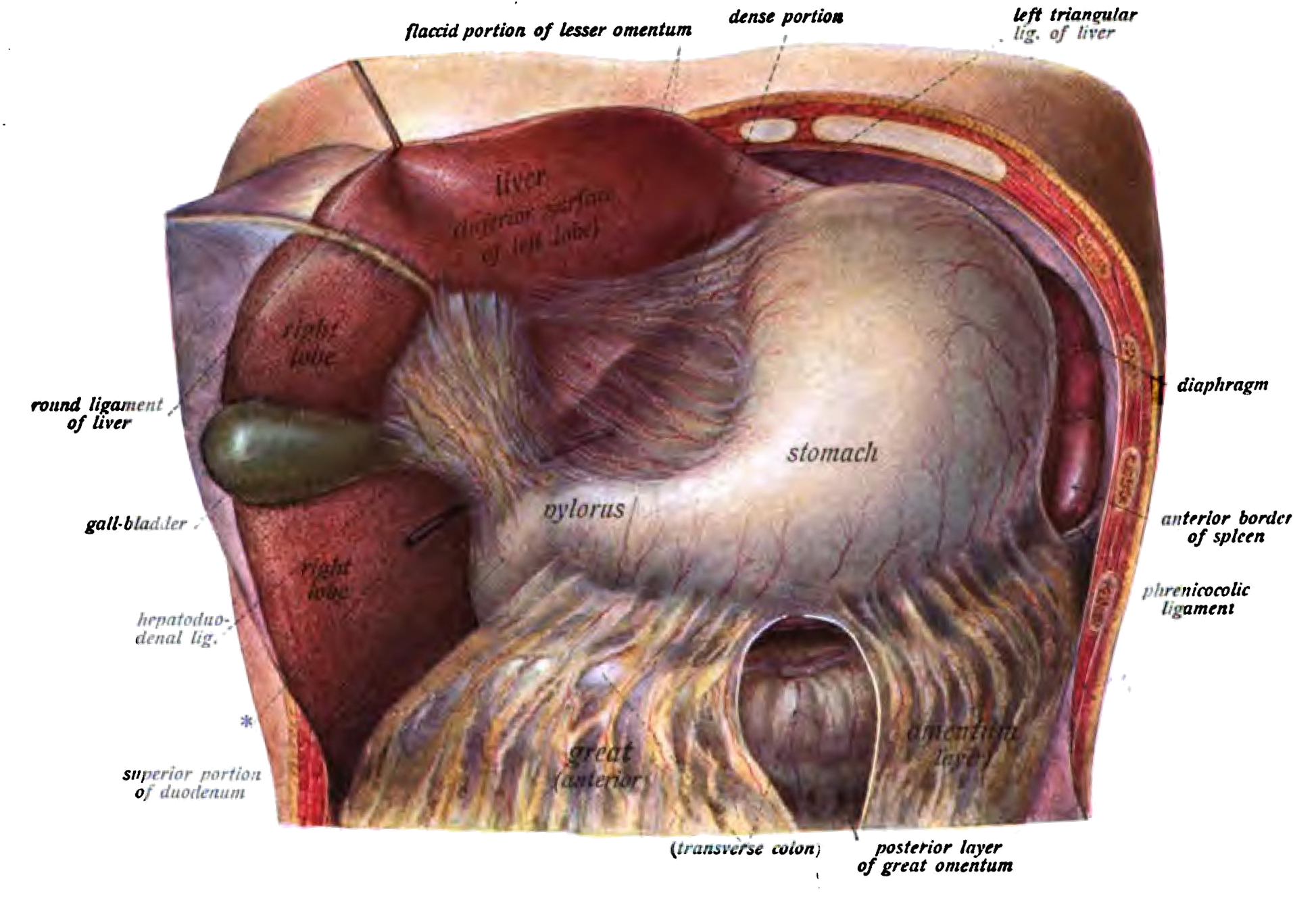
Orgány břišní dutiny, játra jsou odklopena do boku, levý lalok je fixovaný levým trojúhelníkovým vazem (left triangular lig. of the liver)